# Lions Clubs
Le Lions Clubs (Club Lions au Canada francophone) est un club service international de bénévoles. Il s'agit de la plus grande et importante organisation de clubs philanthropique, caritative et humanitaire au monde : 1,4 million de membres répartis dans plus de 49 000 clubs dans 220 pays et territoires.
Le Lions Clubs, dont le siège se situe à Oakbrook, dans la proche banlieue de Chicago, États-Unis, est une organisation apolitique et areligieuse, opérant dans le monde entier, au travers des clubs locaux et de sa fondation internationale.
Ses devises officielles sont « We Serve » ainsi que « Where there is a need, there is a Lion », et son logo, adopté en 1919, représente la lettre L, entourée de part et d'autre de deux têtes de lions, aux couleurs jaune et bleue.
Les dirigeants du Lions Clubs sont choisis pour une année seulement, dans un objectif de roulement des responsabilités au sein de l'organisation, à l'échelle internationale, nationale ou locale.
Basé sur un principe de « 1 € collecté = 1 € reversé », le fonctionnement du Lions Club est assuré au travers de la contribution financière de ses membres. Ses activités sociales sont directement financées par lui, ou par les dons reçus à sa fondation dans cet objectif. Le Lions Club reverse l'ensemble des fonds qu'il collecte lors de ses opérations aux causes qu'il défend.
Les opérations du Lions Clubs consistent en des actions de terrain ou des actions de financement de projets associatifs locaux, dans le monde entier.

## Historique

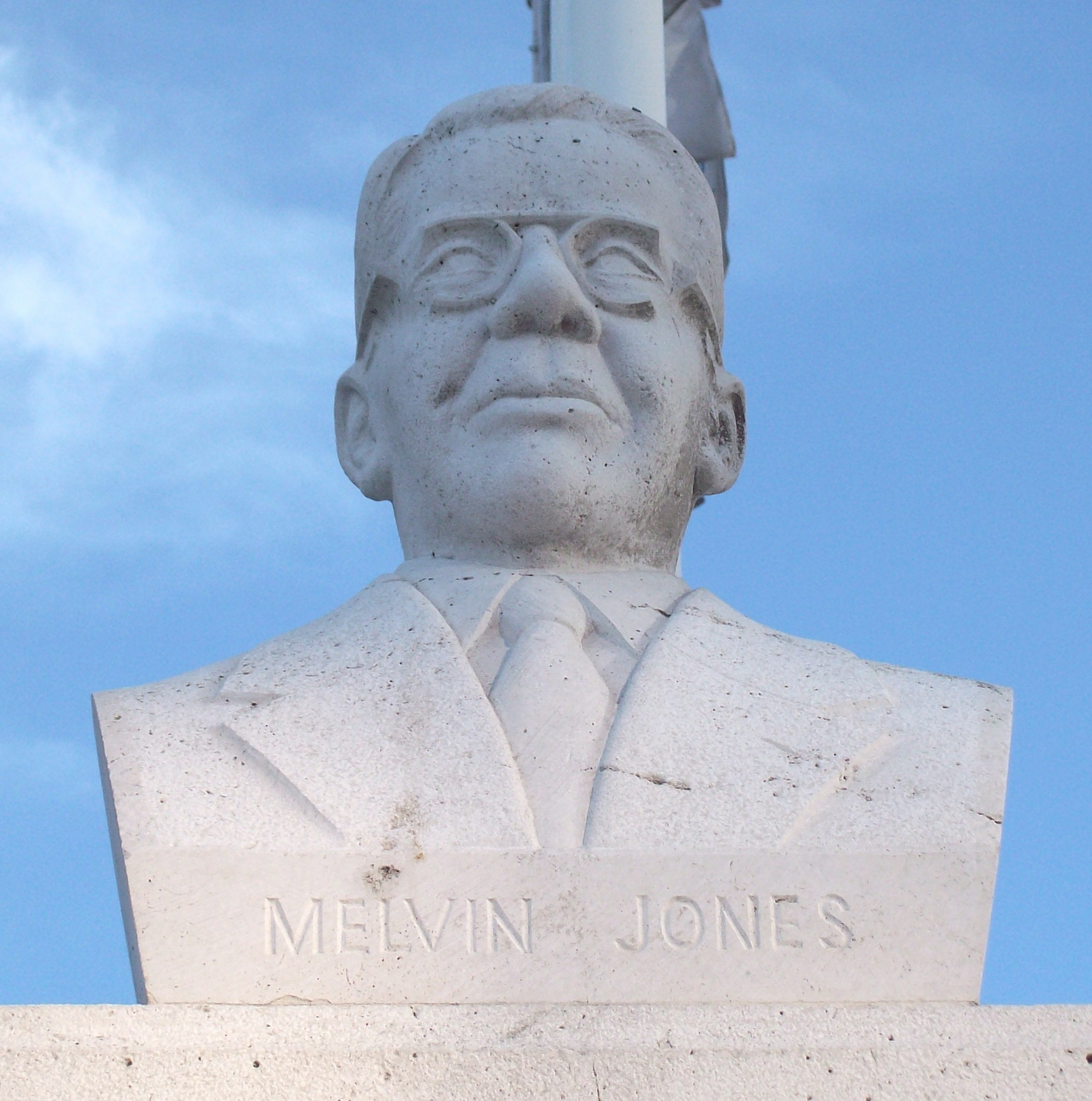
Buste de Melvin Jones à Madrid (Espagne).

### Naissance du mouvement
Le Lions Clubs International est créé par Melvin Jones, le 7 juin 1917. Né le 13 janvier 1879 à Fort Thomas dans l'Arizona, États-Unis, il devient propriétaire d'une compagnie d'assurance et adhère au Business Circle de Chicago dont il devient le secrétaire. Ce club d'affaires a pour objectif de permettre aux dirigeants de sociétés industrielles et commerciales de l'Illinois de se rencontrer pour leur réseau.
Au sein de cette organisation, Melvin Jones convainc les membres, ainsi que d'autres cercles d'affaires, de créer une nouvelle organisation, un « club service », à vocation internationale, dont l'objectif serait de s'engager pour des causes plus nobles.
Le 7 juin 1917, le Business Circle et sept autres cercles d'affaires se réunissent pour la première fois à Chicago, sur l'initiative de Melvin Jones. Ils donnent naissance au mouvement LIONS, dont la première convention a lieu du 8 au 10 octobre 1917 à Dallas (Texas). Lors de cette convention, le premier code d'éthique du lionisme est rédigé, affirmant qu'aucun membre ne devra recevoir de gain financier de son engagement.
En 1919, l'emblème actuel du Lions Clubs est adopté, qui symbolise la force et le courage. La couleur pourpre symbolise la loyauté envers son pays, ses amis et envers soi-même, ainsi qu'intégrité de cœur et d'esprit. L'or symbolise la sincérité des intentions, la tolérance, la générosité spirituelle et matérielle envers son prochain. De chaque côté, les profils des lions sont tournés vers l'extérieur, ils font face, symboliquement, à la fois au passé avec fierté et à l'avenir avec confiance. L'artiste Rosa Bonheur (1822-1899), auteur de nombreuses toiles animalières représentant entre autres de fières têtes de lions rugissant, fut reconnue comme l'inspiratrice de l'insigne.
Dès sa création, le Lions Clubs, qui n'est alors composé que de 800 membres répartis dans 9 États américains en 1917, opère de nombreux projets locaux destinés à améliorer les voies navigables, les cliniques médicales et les bibliothèques publiques. Également, le Lions Clubs développe des collectes de fonds au profit des hôpitaux pour enfants et des scouts.
L'appartenance au Lions va devenir une manière d'être et de se comporter généreusement, une ouverture d'esprit au bénéfice de l'homme quelle que soit sa nationalité, sa religion ou sa philosophie. En 1919, le Lions Clubs se développe et atteint 2 300 membres répartis dans 42 clubs dans tout le pays.

### Internationalisation
En 1920, le Lions Clubs devient officiellement international, avec la création du premier club au Canada, dans la province de l'Ontario. La même année, afin d'affirmer cette internationalisation, le Lions Clubs adopte un acronyme du mot « LIONS » : « Liberty, Intelligence, Our Nations' Safety (liberté et compréhension sont la sauvegarde de nos nations) ».

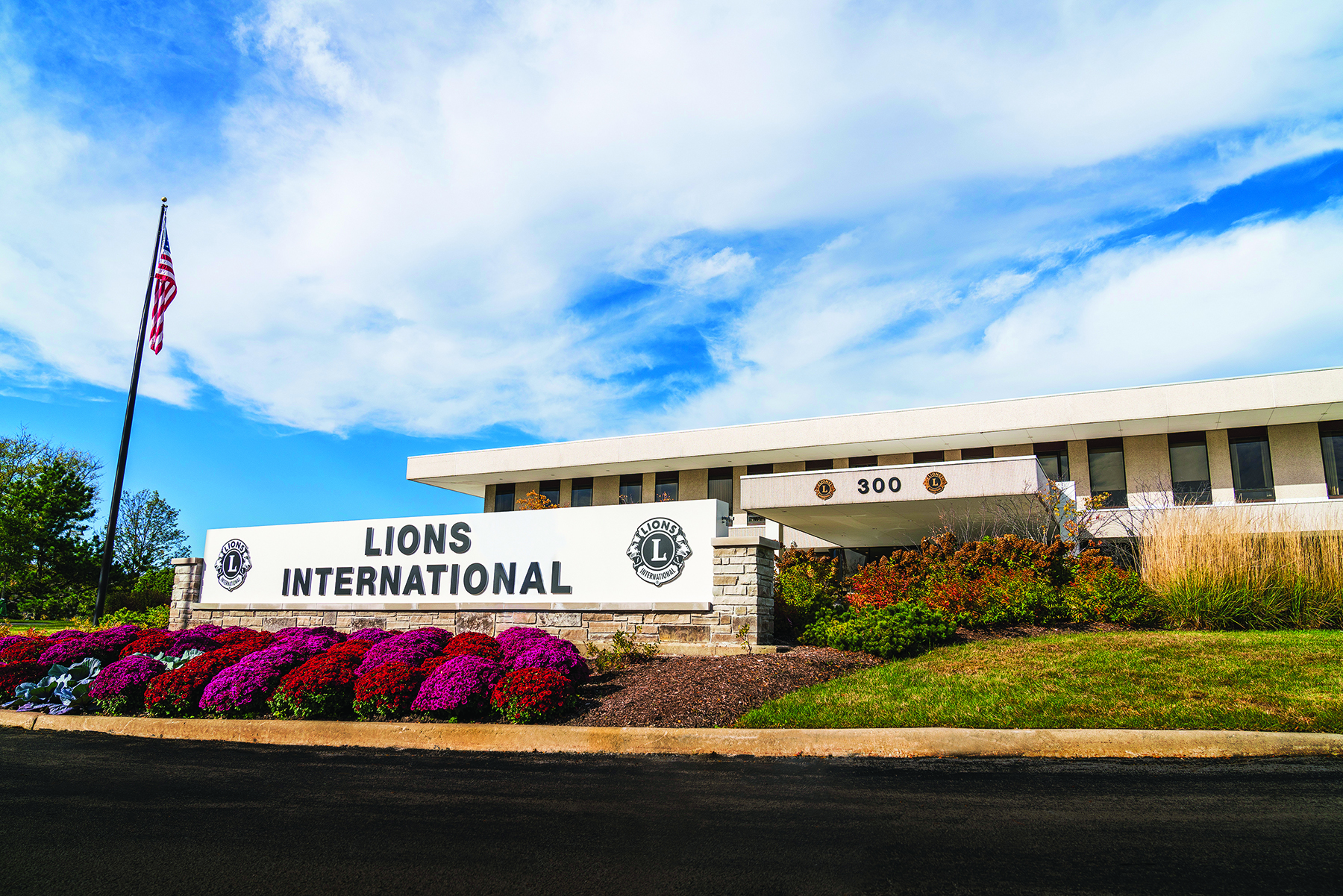
Siège du Lions Clubs International à Oak Brook (Illinois).

En 1921, l'organisation installe son siège international à Oak Brook (Illinois).
Dès lors, les actions du Lions International s'étendent au-delà des frontières des États-Unis et des clubs se créent sur tout le continent américain ainsi qu'en Asie. En 1924, le Lions Clubs est présent dans l'ensemble des États américains, et dès 1926, le Lions Clubs s'installe en Chine, puis au Mexique et à Cuba dès 1927. Par la suite, à partir des années 1930, l'organisation se développe en Amérique latine.
Au lendemain de la Seconde Guerre mondiale, elle compte 279 000 membres. En raison de son poids international croissant, le Lions Clubs participe à la rédaction de la Charte des Nations unies en 1945, Melvin Jones étant délégué en qualité de conseil. En 1947, l'association obtient le statut consultatif auprès du Conseil économique et social des Nations unies.
Dans le même temps, l'organisation internationale continue son expansion en s'implantant en Europe, en Suède d'abord, puis en Suisse et en France où se crée, en 1948, à Paris, le premier Lions Club français. Progressivement, il essaime sur tout le territoire français et européen. Durant cette même période, de nombreux clubs sont également créés en Australie et dans d'autres parties de l'Asie. En 1950, le Lions Clubs compte plus de 400 000 membres, répartis dans 31 pays. À partir des années 1950, le Lions Clubs commence à s'implanter enfin en Asie du Sud, en Afrique et au Moyen-Orient. En 1957, l'organisation devient présente dans les sept continents, avec la création d'un club de scientifiques dans une station de recherche en Antarctique.
Aujourd'hui, le Lions International est la plus grande organisation internationale club-service du monde, avec 1,4 million de membres et 45 000 clubs répartis dans 206 pays. Chaque pays dispose d'une large autonomie qui lui permet de manifester son identité culturelle dans l'organisation internationale.

## Le Lions Clubs en France
Implanté en France depuis 1948, le Lions Clubs est organisé en « District Multiple », le District Multiple 103 France, une structure administrative recouvrant l'ensemble du territoire métropolitain, et divisée en « district », correspondant peu ou prou aux régions métropolitaines. Chaque district, découpé en zones qui comprennent les clubs, est coordonné par un gouverneur qui assure la gestion du district, la diffusion des informations auprès des clubs et fédère les clubs sur des actions de plus grande ampleur.
Le District Multiple est dirigé par le Conseil des Gouverneurs, composé des 15 gouverneurs de district, sous la responsabilité d'un président du Conseil.
À l'échelle locale, chaque club est une association loi de 1901 avec un président, trésorier, et secrétaire. Chaque club mène des actions locales et peut participer à des actions inter-clubs, ou même internationales au travers de la fondation LCIF (Lions Clubs International Foundation) et des associations filles du Lions Clubs.
En France, le Lions Clubs regroupe 25 000 membres bénévoles, au sein de 1 200 clubs répartis dans les 15 districts régionaux.

## Les actions du Lions Clubs International

### Le mode d'action et les causes du Lions Clubs International
Les actions des membres de Lions Clubs consistent à organiser des activités de levée de fonds et à encourager le volontariat pour des actions sociales de terrain. Chaque club local participe, selon ses propres choix, à des actions locales, nationales ou internationales. La multiplicité des actions qui en découlent constitue une spécificité du Lions Clubs par rapport à d'autres organisations plus « ciblées ». Les actions internationales des Clubs sont coordonnées par la Lions Clubs International Foundation (LCIF).
Parmi les actions de la LCIF, on relève la lutte contre la cécité et la malvoyance avec la campagne SightFirst II (la vue d'abord). Son objectif est de recueillir 200 millions de dollars américains pour pouvoir prévenir la cécité d'une quarantaine de millions d'hommes.

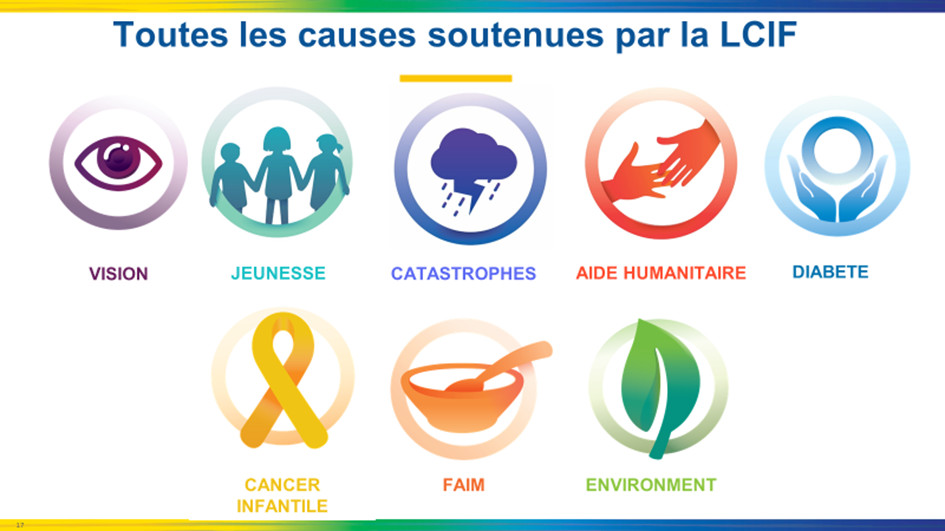
Causes du Lions International.

Parmi les actions soutenues par les Lions Clubs, on peut relever le support à la recherche médicale (maladies orphelines, cancers de tous types et plus particulièrement ceux qui frappent les très jeunes et participation au Téléthon), l'aide aux malades (la création de centres d'accueil de jour pour les personnes atteintes de la maladie d'Alzheimer - 200 centres ouverts - ou de centres pour le dépistage du glaucome), l'aide aux familles (résidence d'accueil et de séjour à proximité des malades), l'aide aux handicapés (équipement, formation et accompagnement pour la canne blanche ou de la canne blanche électronique et activités sportives de handicapés), la création et le développement des bibliothèques sonores, l'aide médicale et ophtalmologique dans les pays en voie de développement avec Medico LCF, la construction d'écoles, de bibliothèques, de dispensaires et de points d'eau dans les pays en voie de développement. Enfin, les Lions Clubs agissent également pour sensibiliser à la protection de l'environnement comme, en France, avec les actions de ramassage de déchets à travers les défis pour l'environnement,.

### Quelques actions du Lions Clubs International
L'une des premières causes du Lions Clubs International est la cécité, en particulier depuis l'appel de Helen Keller, lors de la convention internationale de Cedar Point, en 1925, demandant à l'organisation internationale de s'engager dans la lutte contre la cécité.
Durant les années 1930, le Lions Clubs International participe ainsi à la diffusion de la canne blanche pour aider les personnes non voyantes et malvoyantes à se déplacer et pour sensibiliser l'opinion à ce handicap. En effet, George Bonham, membre de l'association, avait remarqué la difficulté que rencontrait un aveugle à traverser une rue : il peint alors un bâton blanc, ajoutant une bande rouge. C'est en 1956 que tous les États américains adoptent la loi de sécurité sur la canne blanche, rendant prioritaires les aveugles dans leurs déplacements.
En 1939, le Lions Club aide aussi à l'usage des chiens guides d'aveugles, créant une école de dressage dans une ancienne ferme du Michigan. Par la suite, de nombreux écoles de chiens guides d'aveugles se développent dans le monde sous l'impulsion du Lions Clubs.
Depuis 1990, la Fondation internationale du Lions Clubs développe la campagne SightFirst, dont l'objectif est de restaurer, améliorer et préserver la vue. Jusqu'à aujourd'hui, plus de 393 millions de dollars ont été versés pour plus de 1 400 projets dans 118 pays du monde.
En 2001, la Fonds de soutien face aux catastrophes naturelles de la Fondation du Lions Clubs International lève plus de 3 millions de dollars afin d'aider les victimes des attentats du 11 septembre 2001. Durant la même année, elle développe un partenariat avec Special Olympics International afin d'organiser des dépistages de la vue pour les athlètes et avec l'Organisation mondiale de la santé pour lutter contre la cécité infantile mondiale.
En 2004, le Lions Clubs International vient en aide aux victimes du séisme et du tsunami qui frappe l'océan Indien, en versant 15 millions de dollars pour des projets de reconstruction.
En 2005, le Lions Clubs International vient en aide aux victimes de l'ouragan Katrina en levant 5 millions de dollars pour les projets humanitaires et de reconstruction dans les zones touchées du sud-est des États-Unis.
En 2010, 6 millions de dollars sont levés pour les victimes du tremblement de terre à Haïti.
En 2011, la Fondation internationale moblise plus de 21 millions de dollars au profit des victimes du séisme et du tsunami au Japon.
En 2020, 7,5 millions de dollars sont mobilisés pour aider à la lutte contre la pandémie de Covid-19 et ses conséquences.
En 2022, 4,8 millions de dollars sont mobilisés pour aider les familles des victimes, les réfugiés et les déplacés dus à l'invasion de l'Ukraine par la Russie.

### Quelques actions du Lions Clubs en France
En 1966, sous l'impulsion du Lions Clubs, est créée l'association des Chiens Guides d’Aveugles de Provence Côte d’Azur Corse.
En 1972, le Lions Clubs créée l'Association des donneurs de voix et la première bibliothèque sonore en France, et depuis réalise et gère des enregistrements d'ouvrages littéraires (livres audio et revues) destinés à être prêtés gratuitement aux personnes empêchées de lire, en raison d'une maladie ou d'un handicap.
En 1977, le Lions Clubs fonde Médico, une association humanitaire d'aide aux pays en développement, qui notamment recycle et effectue des dons de lunettes, récupère et expédie du matériel médical et crée des centres médicaux.
En 1985, le Lions Clubs lance l'opération « Vacances Plein Air (VPA) » en Dordogne en faveur de l'enfance défavorisée, dont l'objectif est d'offrir des vacances à des enfants de 6 à 14 ans issus de familles en difficulté, au travers de nombreux sites d'accueil. Depuis son lancement, cette opération a bénéficié à plus de 50 000 enfants.
En 1987, le Lions Clubs participe à la création de l'école des chiens guides d'aveugle de Paris. Également, il participe à la création du Téléthon, auprès de l'Association française contre les myopathies, avec laquelle il est partenaire depuis 1970. Chaque année depuis 1987, 20 000 Lions participent au Téléthon en recevant les appels au 36 37.
Depuis 1987, le Lions Clubs participe également annuellement à la collecte nationale des Banques Alimentaires, et procure du matériel, des compétences et organise des manifestations aux profits des banques alimentaires locales.
En 1995, grâce aux fonds distribués par la Fondation Internationale, Le Lions Clubs créé le Centre du glaucome, dans l'hôpital des Quinze-Vingts à Paris, un centre spécialisé dédié au dépistage et à la prise en charge des patients atteints de glaucome. La même année, le Lions Clubs s'engage pour le maintien à domicile des personnes atteintes de la maladie d'Alzheimer ou d'une maladie apparentée en apportant un soutien financier psychologique et éducatif aux aidants naturels familiaux et amicaux des malades. Dans cet objectif, 200 centres d'accueil de jour ont été créés.
En 2008, le Lions Clubs développe l'opération « Sang pour Sang Campus », en partenariat avec l'Établissement français du Sang, afin de promouvoir le don de sang et d'organiser des collectes au sein des campus universitaires.
En France, les Lions revendiquent recueillir 20 millions d'euros de dons et 1,4 million d'heures de bénévolat par an (chiffres de 2014).

## Adhésion
L'adhésion au Lions Clubs international est basée sur le volontariat. Toutefois, la plupart des clubs préfèrent prendre l'initiative de contacter des candidats. Un candidat est généralement présenté par un parrain et le processus est contrôlé par le comité ou la commission d'admission. Le processus précis varie de club en club, mais après une durée variable, les membres du Club sont consultés, la forme de cette consultation dépendant de la façon dont le club s'organise. Selon les remarques ou oppositions émises, le candidat sera ou non admis selon le type de majorité (simple, qualifiée, consensus ou unanimité) requise.
Chaque club peut avoir des actions préférées et il y a une autonomie certaine dans leur organisation. L'ambiance d'un club dépend aussi de ses membres. Le parrain s'engage à assurer la bonne intégration de son filleul pour lui permettre de prendre pleinement part aux actions du club tout en préservant la motivation de tous.

## La Fondation internationale des LIONS Clubs: LCIF
Selon un classement publié par le Financial Times en 2007, la Fondation du Lions Clubs International (LCIF) est classée première organisation non gouvernementale (ONG) mondiale sur sa capacité à canaliser et coordonner l'engagement social et philanthropique des entreprises. Le journal salue notamment sa transparence et sa gestion financière. En effet, l'argent récolté sert intégralement aux actions de l'association, ses frais de fonctionnement étant couverts par les cotisations de ses membres.
Elle accorde 30 millions de dollars de subvention chaque année, en grande majorité grâce aux dons des 1,7 million de LIONS et LEO des 206 pays. La particularité de la LCIF est que la totalité des dons perçus est consacrée aux personnes démunies. La volonté de la LCIF est de mettre en place des partenariats durables, pouvant amener ensuite les structures d'aide ainsi créées à devenir autonomes dans leur fonctionnement et leur financement.
Les programmes financés ciblent quatre principaux domaines :
- La protection de la vue : avec la mise en place du programme « SightFirst » (1990[1]) qui met à la disposition de ceux qui en ont le plus besoin des soins ophtalmologiques de qualité. Plus de 30 millions de personnes ont pu améliorer leur vue ou retrouver l'usage de leurs yeux. C'est le prolongement des actions historiques contre la cécité que le LIONS Clubs organise depuis sa création.
- Les services à la jeunesse : le programme « Lions Quest » a bénéficié, en 25 ans, à 12 millions de jeunes de 66 pays, de la maternelle à la terminale.
- L'aide aux victimes de catastrophes : les Lions peuvent répondre en urgence aux besoins immédiats en fournissant nourriture, eau, et logement grâce aux fonds de la LCIF. Ce soutien est poursuivi ensuite pour aider les populations à reconstruire.
- Actions humanitaires : la LCIF aide à la construction de logements pour les handicapés, l'organisation de dépistages des troubles visuels, la lutte contre la rougeole (par la vaccination en 2010[1]), etc.

## Les LEO Clubs
En 1957, le Lions Clubs créée le LEO Club, un club composé de jeunes, dans le lycée d'Abington, en Pennsylvanie. Devenu un programme officiel de l'organisation internationale, de nombreux clubs LEO se développent dans le monde, sur le même modèle que les Lions Clubs.
En France, le premier LEO Club est créé à Lille en 1968 et constitue également le premier club d'Europe. Aujourd'hui, plus de 250 000 jeunes, dans plus de 150 pays, sont membres du LEO Club.
Les clubs LEO se répartissent en deux catégories : les clubs Alpha regroupant les membres âgés de 12 à 18 ans ; les clubs Omega regroupant ceux âgés de 18 à 30 ans.
Au sein de ces clubs, des jeunes âgés entre 12 et 30 ans, opèrent des actions sociales au profit des causes défendues par le Lions Clubs International, au travers d'opérations de collecte de fonds ou d'actions de terrain, et aux côtés des associations locales et des bénéficiares.
À travers l'acronyme qui forme le nom de ce mouvement jeunesse associatif « Leadership, Experience, Opportunity », la vocation des LEO Clubs est de constituer un apprentissage pour les jeunes au bénévolat, à la gestion de projet caritatif et à la prise de responsabilité.
À l'instar du Lions Clubs en France, le LEO Club France est constitué en une fédération nationale qui rassemble l'ensemble des clubs situés sur le territoire métropolitain.

## Personnalités liées au Lions Club

### Grande-Bretagne
Winston Churchill, bien qu'il n'ait jamais été membre, se voit offrir en 1956 un lionceau par le Lions Club de Park Forest (Illinois), qui avait surnommé l'ancien Premier ministre « le meilleur lion entre tous ». L'animal, prénommé Rusty, est alors installé dans le zoo de Londres et finit empaillé après sa mort en 1960, sur demande de l'homme d'État britannique ; il se trouve depuis au siège international du Lions Clubs à Oak Brook (Illinois).

### États-Unis
En 1925, Hellen Keller, auteur et militante politique américaine, aveugle et sourde, et première personne atteinte de cécité à obtenir un diplôme universitaire, participa à la convention internationale du Lions Clubs de Cedar Point, en Ohio, et invita l'organisation internationale à « devenir les chevaliers des aveugles dans la croisade contre les ténèbres ». Ce discours marqua le début de l'engagement du Lions Clubs International dans les projets concernant la santé oculaire et la lutte contre la cécité et l'entrée de Hellen Keller dans l'histoire de l'organisation. En 1971, le conseil d'administration international proclame d'ailleurs l'inauguration d'une journée « Hellen Keller » le 1er juin.
L'explorateur polaire et aviateur américain de l'U.S Navy Richard. E. Byrd était membre du Lions Clubs de Washington D.C. En 1926, il réussit à survoler le pôle Nord et emporta avec lui le drapeau du Lions Clubs afin de le faire flotter sur le Pôle.
L'aviatrice américaine Amelia Earhart, célèbre pour avoir été la première femme à traverser l'océan Atlantique, en juin 1928, était membre d'honneur du Lions Clubs. Elle fit d'ailleurs la route en avion, depuis Los Angeles, jusqu'à Mexico, sans escale, pour se rendre à la convention internationale du Lions Clubs en 1935.
En 1956, Le Lions club de Détroit offre une batterie à Stevie Wonder, alors âgé de 6 ans.
Dans les années 1970, le Lions Club d'Ottawa apporte le dîner de Noël à la famille du musicien Bryan Adams lorsqu'il était enfant.
Le président américain Jimmy Carter était membre du Plains Lions Club dans l'État de Géorgie, à l'instar de son père. Il occupa d'ailleurs les fonctions de gouverneur de district et de président du conseil des gouverneurs de Géorgie. Durant sa campagne présidentielle en 1976, il rend hommage au Lions Clubs en affrmant que son « engagement civique en tant que Lion a contribué à mon identité en tant que leader ». En 1982, après avoir quitté la Maison-Blanche, il fonde avec sa femme, Rosalynn, le Centre Carter, dont l'objectif est diminuer la souffrance humaine dans le monde. En 1994, le Centre s'associe à la Fondation internationale du Lions Clubs pour son programme SightFirst. En 2009, il déclare : « Je n'aurais jamais rêvé de devenir président des États-Unis si je n'avais pas été un jour membre des Lions ».
La fondation Bill-et-Melinda-Gates fait don de 30 millions de dollars à un programme initié en 2013 par le Lions Clubs et Gavi L'Alliance du vaccin, afin de protéger des millions d'enfants de la rougeole et de la rubéole.

### France
Le président du Sénat, Gérard Larcher, est membre d'honneur du Lions Club de Rambouillet.
Arnaud Robinet, maire de Reims, est membre d'honneur du Lions Club Reims Millésime.
Florence Berthout, maire du 5e arrondissement de Paris, est membre d'honneur du Lions Club Paris Quartier Latin.
Nicolas Sarkozy, ancien maire de Neuilly et ancien président de la République française, fut également membre d'honneur du Lions Clubs.
François Fillon, ancien Premier ministre, fut membre du Lions Club.

### République du Congo
Alexis Vincent Gomès, avocat congolais, est membre du Lions Clubs depuis 1983 et fut directeur international de 2013 à 2015.

### Suisse
Certaines personnalités politiques sont membres du Lions Clubs en Suisse, comme la conseillère nationale (députée) Sandra Sollberger et le conseiller fédéral Albert Rösti.